# Sân bay quốc tế Thành Cát Tư Hãn
Sân bay quốc tế Thành Cát Tư Hãn (tiếng Anh: Chinggis Khaan International Airport) (IATA: ULN, ICAO: ZMUB) là một sân bay quốc tế phục vụ Ulan Bator của Mông Cổ. Đây là sân bay quốc tế lớn nhất quốc gia này và là sân bay duy nhất có phục vụ bay quốc tế theo lịch trình. Đây là trung tâm hoạt động của hãng hàng không quốc gia MIAT Mongolian Airlines, Eznis Airways và Aero Mongolia.
Trước đây, sân bay có tên là Buyant Ukhaa Airport cho đến khi được đổi tên theo Thành Cát Tư Hãn để kỷ niệm 800 năm ngày kỷ niệm thành lập quốc gia Mông Cổ vào ngày 21 tháng 12 năm 2005.
Sân bay này chỉ chấp nhận loại máy bay cánh quạt trong phần lớn thời gian của thế kỷ 20. Tuy nhiên, sân bay đã mở rộng đường băng để có thể tiếp nhận các máy bay lớn hơn.

## Các hãng hàng không và các điểm đến
- Aero Mongolia (Bayankonghor, Cheongju, Choybalsan, Hô Hòa Hạo Đặc (Huhhot), Irkutsk, Murun, Ulaangom)
- Aeroflot (Moskva-Sheremetyevo)
- Air China (Bắc Kinh)
- Eznis Airways (Bayankhongor, Choibalsan, Dalanzadgad, Khovd, Murun, Ulaangom)
- Korean Air (Seoul-Incheon)
- MIAT Mongolian Airlines (Altai, Arvaikheer, Bắc Kinh, Berlin-Tegel, Bulgan, Dalanzadgad, Hovd Bulgan, Khovd, Irkutsk, Mandalgobi, Murun, Milan-Malpensa [theo mùa], Moskva-Sheremetyevo, Osaka-Kansai [theo mùa], Seoul-Incheon, Tokyo-Narita, Ulaangom)
- Japan Airlines (Tokyo-Narita [theo mùa])

## Các trang thiết bị khác
- Có một nhà chứa hàng hóa tại sân bay quốc tế Thành Cát Tư Hãn.